# Reimar Johannes Baur

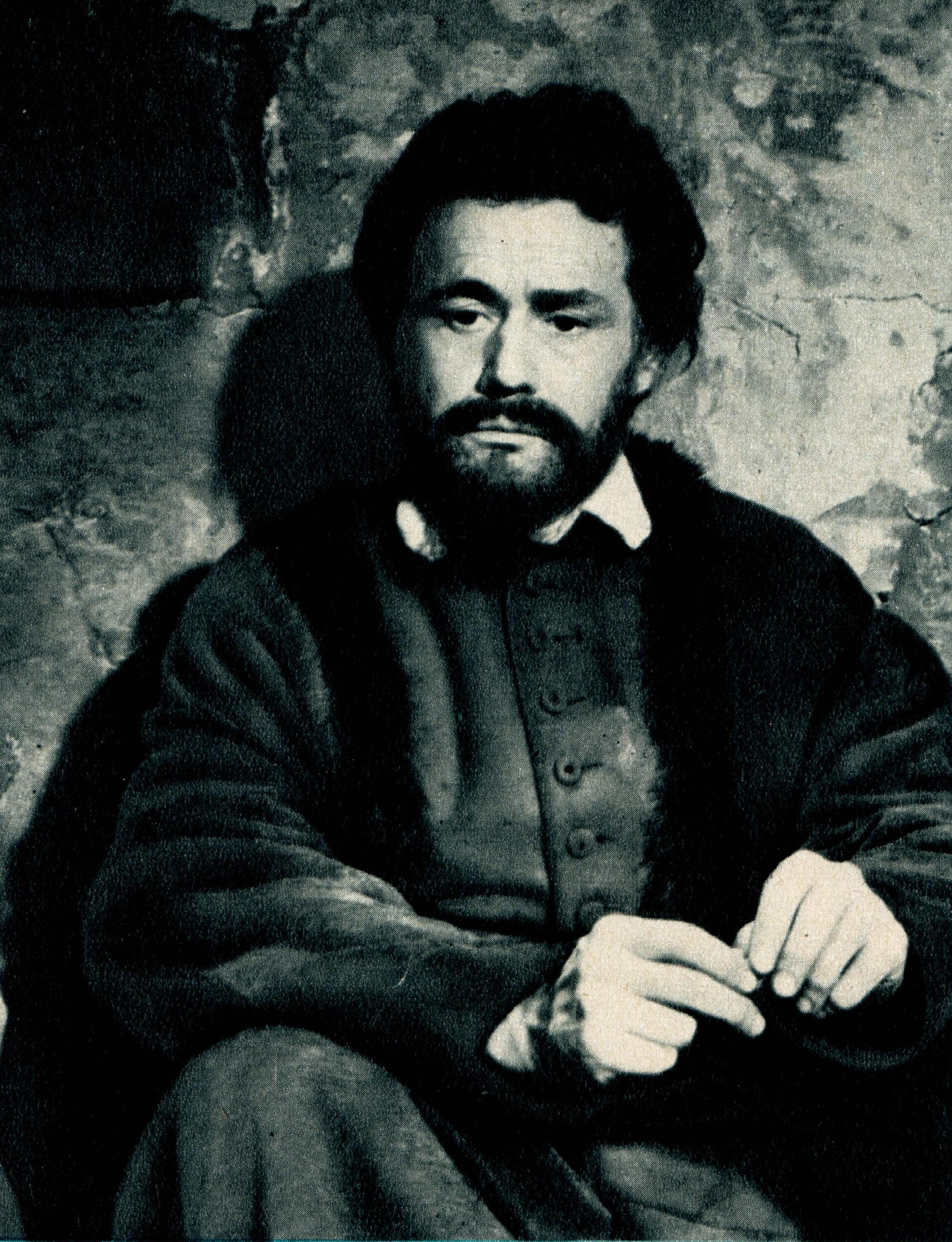
R.J. Bauer als Johannes Kepler aus dem gleichnamigen Film von 1974, s. u. (aus DEFA-Filmprogramm)

Reimar Johannes Baur (* 23. Januar 1928 in Trier; † 8. März 2023 in Berlin) war ein deutscher Schauspieler, der vor allem in der DDR auf der Bühne und beim Film arbeitete. Er wirkte in über 70 Filmproduktionen der DEFA und des DFF.

## Leben
Reimar Johannes Baur wurde im Januar 1928 als Sohn des Fotografen Max Baur in Trier geboren. Nach Beendigung seiner Schauspielausbildung am DEFA-Nachwuchsstudio und an der Staatlichen Schauspielschule Berlin folgten 1949 Theaterengagements an Bühnen in Greiz, Cottbus und Karl-Marx-Stadt, ehe er ab 1960/61 40 Jahre lang beim Deutschen Theater Berlin – bis ins Jahr 2001 – arbeitete. In Rolf Schneiders Mann aus England spielte er einen englischen Austauschlehrer an einer bundesdeutschen Schule, der vor den Intrigen Ewiggestriger kapituliert. In Prozeß Richard Waverly desselben Autors verkörperte er den von Gewissensnot gepeinigten amerikanischen Piloten, der den Atombombenabwurf auf Hiroshima durchführte. Sein Filmdebüt gab Baur 1952 als Bauernbursche in dem Propagandafilm Das verurteilte Dorf von Martin Hellberg. Es folgten über 70 Filmproduktionen der DEFA und des DFF.
1968 erhielt er den Kunstpreis der DDR und 1982 den Nationalpreis der DDR III. Klasse für Kunst und Literatur.
Nach der Wende besetzte ihn 1992 Frank Beyer in dem zweiteiligen Fernseh-Ehedrama Sie und Er für die Hauptrolle des beim Forschungszentrum eines Pharmakonzerns angestellten untreuen Ehemanns Georg, an der Seite von Senta Berger. 1997 war er unter der Regie Beyers in seiner letzten Rolle vor der Kamera zu sehen. Er spielte in der Tragikomödie Der Hauptmann von Köpenick, nach dem gleichnamigen Theaterstück von Carl Zuckmayer, die Rolle des Adolf Wormser.
Baur war mit der Schauspielerin Annelene Hischer (1930–2021) verheiratet.

## Filmografie (Auswahl)
- 1952: Das verurteilte Dorf
- 1964: Preludio 11
- 1966: Columbus 64 (TV)
- 1967: Frau Venus und ihr Teufel
- 1967: Die gefrorenen Blitze
- 1968: Abschied
- 1969: Das siebente Jahr
- 1970: Jeder stirbt für sich allein (Fernsehfilm, 3 Teile)
- 1970: Zeit der Störche
- 1973: Das Pflichtmandat (Theateraufzeichnung)
- 1973: Der nackte Mann auf dem Sportplatz
- 1974: Johannes Kepler
- 1974: Jakob der Lügner
- 1975: Juno und der Pfau (Theateraufzeichnung)
- 1976: Polizeiruf 110: Bitte zahlen (TV-Reihe)
- 1977: Polizeiruf 110: Die Abrechnung (TV-Reihe)
- 1979: Nicki
- 1980: Polizeiruf 110: Vergeltung? (TV-Reihe)
- 1982: Abgefunden (TV)
- 1982: Der Staatsanwalt hat das Wort: Ich bin Joop van der Dalen (Fernsehreihe)
- 1983: Verzeihung, sehen Sie Fußball?
- 1983: Alfons Köhler (Fernsehfilm)
- 1983: Zeit der Einsamkeit
- 1984: Ich liebe Victor (TV)
- 1985: Aussenseiter (TV)
- 1985: Die Rundköpfe und die Spitzköpfe (TV-Theateraufzeichnung)
- 1985: Hälfte des Lebens
- 1987: Die erste Reihe (Fernsehfilm)
- 1988: Passage (TV)
- 1988: Der blaue Boll (Theateraufzeichnung)
- 1989: Späte Ankunft (Fernseh-Zweiteiler)
- 1990: Die Ritter der Tafelrunde (TV)
- 1991: Sie und Er (TV)
- 1991: Josef und Maria
- 1994: Das andere Leben des Herrn Kreins (TV)
- 1997: Der Hauptmann von Köpenick (TV)

## Theater
- 1952: Carlo Goldoni: Mirandolina – Regie: B. A. Mertz (Theater der Stadt Greiz)
- 1959: Friedrich Schiller: Die Räuber (Franz) – Regie: Gerd Keil (Städtisches Theater Karl-Marx-Stadt)
- 1961: Günter Weisenborn Die Illegalen – Regie: Ernst Kahler/Horst Drinda (Deutsches Theater Berlin – Kammerspiele)
- 1961: Carl Sternheim: Die Hose – Regie: Carl M. Weber (Deutsches Theater Berlin)
- 1962: Peter Hacks (nach Aristophanes): Der Frieden (Chorführer) – Regie: Benno Besson (Deutsches Theater Berlin)
- 1963: Rolf Schneider: Prozeß Richard Waverly – Regie: Wolf-Dieter Panse (Deutsches Theater Berlin – Kammerspiele)
- 1964: Peter Hacks (nach Offenbach/Meilhac/Halévy): Die schöne Helena (Agamemnon) – Regie: Benno Besson (Deutsches Theater – Kammerspiele)
- 1965: Vercors: Zoo oder der menschenfreundliche Mörder (Professor Knaatsch) – Regie: Bojan Danowski (Deutsches Theater Berlin – Kammerspiele)
- 1966: William Shakespeare: Maß für Maß (Vincentio) – Regie: Adolf Dresen (Deutsches Theater Berlin)
- 1967: Maxim Gorki: Feinde (Jakow) – Regie: Wolfgang Heinz (Deutsches Theater Berlin)
- 1967: Rolf Schneider: Prozeß in Nürnberg – Regie: Wolfgang Heinz (Deutsches Theater Berlin)
- 1967: Horst Salomon: Ein Lorbaß – Regie: Benno Besson (Deutsches Theater Berlin)
- 1968: Johann Wolfgang von Goethe: Faust. Der Tragödie erster Teil (Erzengel) – Regie: Wolfgang Heinz/Adolf Dresen (Deutsches Theater Berlin)
- 1968: Hermann Kant: Die Aula – Regie: Uta Birnbaum (Deutsches Theater Berlin)
- 1970: Hans Magnus Enzensberger: Das Verhör von Habana (Carlos Franqui) – Regie: Manfred Wekwerth (Deutsches Theater Berlin)
- 1970: Claus Hammel: Le Faiseur oder Warten auf Godeau (Intellektueller Idealist) – Regie: Hans Bunge/Heinz-Uwe Haus/Hans-Georg Simmgen (Deutsches Theater Berlin)
- 1971: William Shakespeare: Maß für Maß (Lucio) – Regie: Adolf Dresen (Deutsches Theater Berlin – Kammerspiele)
- 1971: Friedrich Schiller: Der Parasit (Selicourt) – Regie:Herwart Grosse (Deutsches Theater Berlin – Kleine Komödie)
- 1974: Maxim Gorki: Die falsche Münze – Regie: Ulrich Engelmann (Deutsches Theater Berlin – Kammerspiele)
- 1975: Georges Courteline: Der gemütliche Kommissar (Verrückter) – Regie: Michael Hamburger (Deutsches Theater Berlin – Kleine Komödie)
- 1975: Georges Courteline: Der Stammgast (Rechtsanwalt) – Regie: Michael Hamburger (Deutsches Theater Berlin – Kleine Komödie)
- 1976: Wassili Schukschin: Der Standpunkt (Notorischer Rosaseher) – Regie: Wolfgang Heinz (Deutsches Theater Berlin)
- 1978: Gerhart Hauptmann: Michael Kramer (Maler Lachmann) – Regie: Wolfgang Heinz (Deutsches Theater Berlin)
- 1978: Dario Fo: Zufälliger Tod eines Anarchisten (Verrückter) – Regie: Dieter Mann (Deutsches Theater Berlin)
- 1981: Tadeusz Różewicz: Weiße Ehe (Großvater) – Regie: Rolf Winkelgrund (Deutsches Theater im Maxim-Gorki-Theater Berlin)
- 1981: Jean-Claude Grumberg: Dreyfus (Motel) – Regie: Ulrich Engelmann (Deutsches Theater Berlin im Berliner Arbeiter-Theater (BAT))
- 1982: Michail Bulgakow: Verschwörung der Heuchler – Regie: Thomas Langhoff (Theater im Palast (TiP))
- 1983: Bertolt Brecht: Die Rundköpfe und die Spitzköpfe (Vizekönig und Richter) – Regie: Alexander Lang (Deutsches Theater Berlin)
- 1984: Heinar Kipphardt: Bruder Eichmann (Geneexperimentator) – Regie: Alexander Stillmark (Deutsches Theater Berlin)
- 1986: Sean O’Casey: Kikeriki (Shanaar) – Regie: Rolf Winkelgrund (Deutsches Theater Berlin)
- 1986: Hermann Sudermann: Der Sturmgeselle Sokrates (Steuerinspektor a. D.) – Regie: Thomas Langhoff (Deutsches Theater Berlin – Kammerspiele)
- 1986: Ferdinand Bruckner: Heroische Komödie (Benjamin Constant) – Regie: Barbara Abend (Theater im Palast (TiP))
- 1992: Carl Sternheim Der Nebbich – Regie: Niels-Peter Rudolph (Deutsches Theater Berlin – Kammerspiele)

## Hörspiele
- 1966: Bertolt Brecht: Das Verhör des Lukullus (König) – Regie: Kurt Veth (Hörspiel – Rundfunk der DDR)
- 1968: Ion Druze: Wenn der Hahn kräht (Ion) – Regie: Helmut Molegg (Hörspiel – Rundfunk der DDR)
- 1969: Peter Hacks nach Aristophanes: Der Frieden (Chorführer) – Regie: Wolf-Dieter Panse (Hörspiel – Rundfunk der DDR)
- 1972: William Shakespeare: Othello – Regie: Gerd André (Hörspiel – Rundfunk der DDR)
- 1972: Samuil Marschak: Das Tierhäuschen (Wolf) – Wortregie: Jürgen Schmidt (Kinderhörspiel – Litera)
- 1974: Volksbuch: Die Schildbürger (Kaiser) – Regie: Andreas Scheinert (Kinderhörspiel – Litera)
- 1985: Brüder Grimm: Hans im Glück (Scherenschleifer) – Regie: Norbert Speer (Kinderhörspiel – Litera)
- 1986: Brüder Grimm: Schneeweißchen und Rosenrot (Zwerg) – Regie: Maritta Hübner (Kinderhörspiel – Litera)